# Sable-de-camargue
Le sable-de-camargue est un vin rosé produit sur les zones sableuses du littoral du golfe du Lion. Il succède à l'appellation d'origine simple « vin des Sables » remontant à 1961, devenue vin de pays des sables du golfe du Lion à partir de 1973, puis l'indication géographique protégée (IGP, le nouveau nom des vins de pays) sable-de-camargue depuis l'arrêté du 6 avril 2011. Il passe en appellation d'origine contrôlée (AOC) en 2022, reconnu AOP en 2023.

## Histoire
La culture est attestée à Aigues-Mortes en 1406 et 1431 par des lettres patentes signées par Charles VI et par Charles VII. Elles réglementent la commercialisation des vins de sable.
Le vignoble des sables ayant résisté au phylloxéra, son vin  est présenté à Paris en 1897 pour le Concours général agricole sous la mention « Exploitation de Vignoble de Sables ».
Déjà dans les années 1880, la Compagnie des Salins du Midi avait planté en vignes les plages entre Aigues-Mortes et les Saintes-Maries-de-la-Mer, ainsi que le lido entre Sète et Marseillan. Pour commercialiser ses vins la marque Listel fut créée en 1955. C'était le nom d'un lieu-dit, Isle de Stel, petit îlot sableux qui domine le Domaine Jarras, aux pieds des remparts médiévaux d’Aigues-Mortes. Connus pendant longtemps sous le label « vin de pays des sables du Golfe du Lion », ces vins étaient devenus l'emblème de ce vignoble. 
Une mutation s'est faite avec le nouveau label sable-de-camargue. La zone de production s'étend sur 2 700 hectares (en 2014). Elle se diversifie en domaines indépendants, en apporteurs en cave coopérative tout en incluant la plus grosse exploitation européenne. L'augmentation de la salinité des sols, sous l'effet du changement climatique, fait perdre 600 hectares en 2021. Le cahier des charges de l'appellation est publié par l'arrêté du 6 mai 2022 ; la Commission européenne lui accorde la protection comme appellation d'origine contrôlée (AOP) le 10 octobre 2023.

## Situation géographique

### Orographie
Ce terroir viticole situé en limite de la plaine côtière de la Camargue et de la petite Camargue se prolonge sur les lidos du Languedoc entre les étangs, les lagunes, les graus, les roselières, les dunes et les pinèdes.

### Géologie
Le sol est uniquement composé de sables d'origine marine et éolienne. Ils sont dépourvus d’argile et de limon. Ici, le phylloxéra n'attaque pas les ceps de vigne, car le sable, par sa structure et sa mobilité, empêche par écrasement les formes radicicoles de descendre vers les racines.
Profitant de cette situation exceptionnelle, le Domaine de Vassal, à Marseillan abrite le Conservatoire mondial des ressources génétiques de la vigne de l'INRA. C'est une collection unique au monde de 2 250 cépages qui participe au maintien du patrimoine génétique viticole international. 

### Climat
La moyenne des températures les plus basses est de 10,3 °C. La moyenne des températures les plus élevées est de 19,7 °C. Les quatre mois de juin, juillet, août et septembre donnent une moyenne de 28,5 °C. En été des pics réguliers à plus de 30 °C ne sont pas exceptionnels. Du mois de juin à la mi-août quelques marinades, grosses pluies, peuvent se transformer en violents orages. De septembre à novembre, l'anticyclone des Açores reculant vers le Sud, de belles journées ensoleillées alternent avec des pluies violentes. Les mois de décembre et janvier marquent des périodes calmes, la Méditerranée étant protégée des dépressions atlantiques. Le mois de février est plus contrasté avec des vents violents et glacés (tramontane et mistral). Le printemps est plus doux et marqué par un temps calme et agréable.
| Mois                                                          | J    | F    | M  | A    | M    | J    | J  | A    | S    | O    | N    | D    | Année |
| ------------------------------------------------------------- | ---- | ---- | -- | ---- | ---- | ---- | -- | ---- | ---- | ---- | ---- | ---- | ----- |
| Températures moyennes °C Source : Météo msn                   | 7    | 8,5  | 11 | 13   | 17   | 21   | 24 | 23,5 | 20   | 16   | 11   | 8    | 15    |
| Précipitations (hauteur moyenne en mm) - Source: Météo France | 41,2 | 27,9 | 20 | 43,9 | 28,6 | 21,4 | 12 | 26,2 | 52,5 | 64,7 | 50,9 | 50,5 | 439,8 |

## Vignoble

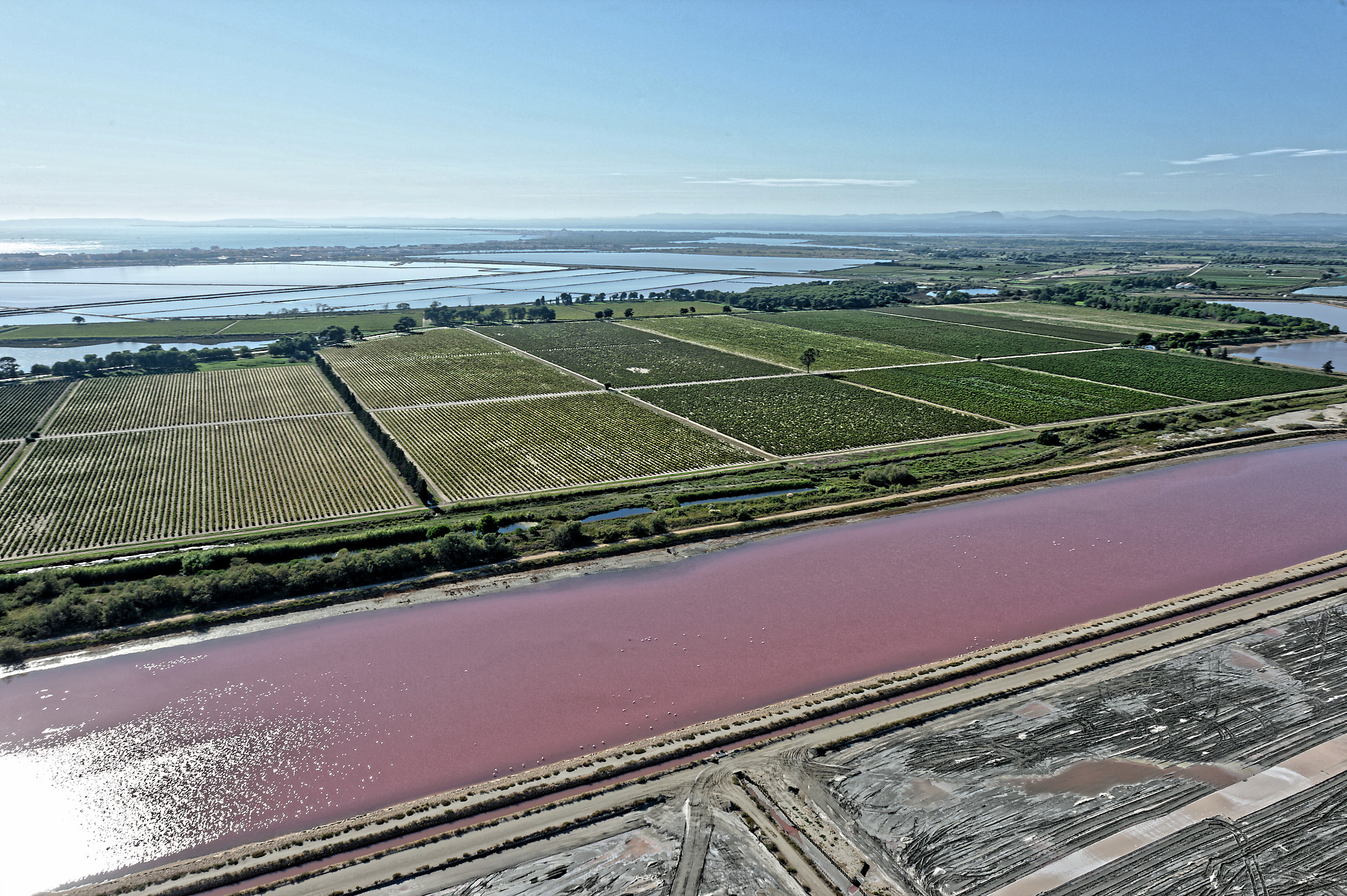
Paysage unique du vignoble Sable de Camargue entre lagunes et étangs.

Le vignoble s'étend sur les communes de Frontignan, Marseillan, Mauguio, Palavas-les-Flots, Sète, Vic-la-Gardiole,  Villeneuve-lès-Maguelone dans le département de l’Hérault ; d'Aigues-Mortes, Le Grau-du-Roi, Saint-Laurent-d'Aigouze, Vauvert dans le département du Gard ; Saintes-Maries-de-la-Mer dans le département des Bouches-du-Rhône. Selon le service des Douanes, la superficie revendiquée en 2024 sous l'appellation est de 1 229 hectares.

### Encépagement
Comme le leur permet la législation, les viticulteurs mêlent à leurs cépages traditionnels des variétés qualitatives issus d'autres vignobles. 
Les cépages utilisés pour l'élaboration des vins gris et rosés sont le grenache Gris et le Grenache noir (70 %), le cabernet franc, le cabernet-sauvignon, le carignan noir, le carignan gris, le cinsault et le merlot. Peuvent être utilisés en cépages secondaires : aubun, marselan, tempranillo, ainsi que les cépages prévus pour la production des blancs.
Pour les vins rouges, les cépages principaux  sont le merlot, le cabernet franc, le cabernet-sauvignon, le grenache noir, le , le marselan, le petit verdot et la syrah. Il y a possibilité d'utiliser des cépages secondaires tels que l'alicante, l'aubun, le carignan et le tempranillo.
Les vins blancs sont élaborés à base de chardonnay, sauvignon, clairette, grenache blanc, marsanne, muscat à petits grains, muscat d’Alexandrie, roussanne, Vionier et ugni blanc. Peuvent être intégré à la vendange des cépages secondaires comme le carignan blanc, le colombard et le vermentino.
Les cépages principaux doivent représenter au moins 70 %  de l'encépagement de l'exploitation.

### Méthodes culturales
Elles sont adaptées à ce terroir spécifique. La plantation de vignes en Petite Camargue n'a pu se faire qu'après le drainage et l'assainissement des sols salés et régulièrement inondés. Depuis le XIIe siècle ont été mis en place des canaux permettant d'assécher et de dessaler les sables, ce sont les roubines. 
Pour éviter la formation de dunes dans le vignoble, les viticulteurs doivent pratiquer l'enjoncage, en plaçant des haies de joncs dans le sable afin de le fixer. De plus, le labourage inter-ceps n'est pas pratiqué qu'avec parcimonie pour permettre la pousse de graminées entre les rangs de vignes afin de protéger le sable du vent. Ces pratiques ont abouti à généraliser la fertilisation et la protection raisonnée du vignoble, ainsi que la culture biologique. 

### Vinification et élevage
Quelle que soit la couleur du vin, les vendanges ne débutent qu'après le contrôle des maturités des différents cépages. De plus, chaque parcelle subit un contrôle sanitaire avant la récolte. Celle-ci est mécanisée et l'emploi de la machine à vendanger permet de récolter le raisin de nuit à des températures fraîches. Celles-ci permettent d’obtenir une vendange de première qualité.

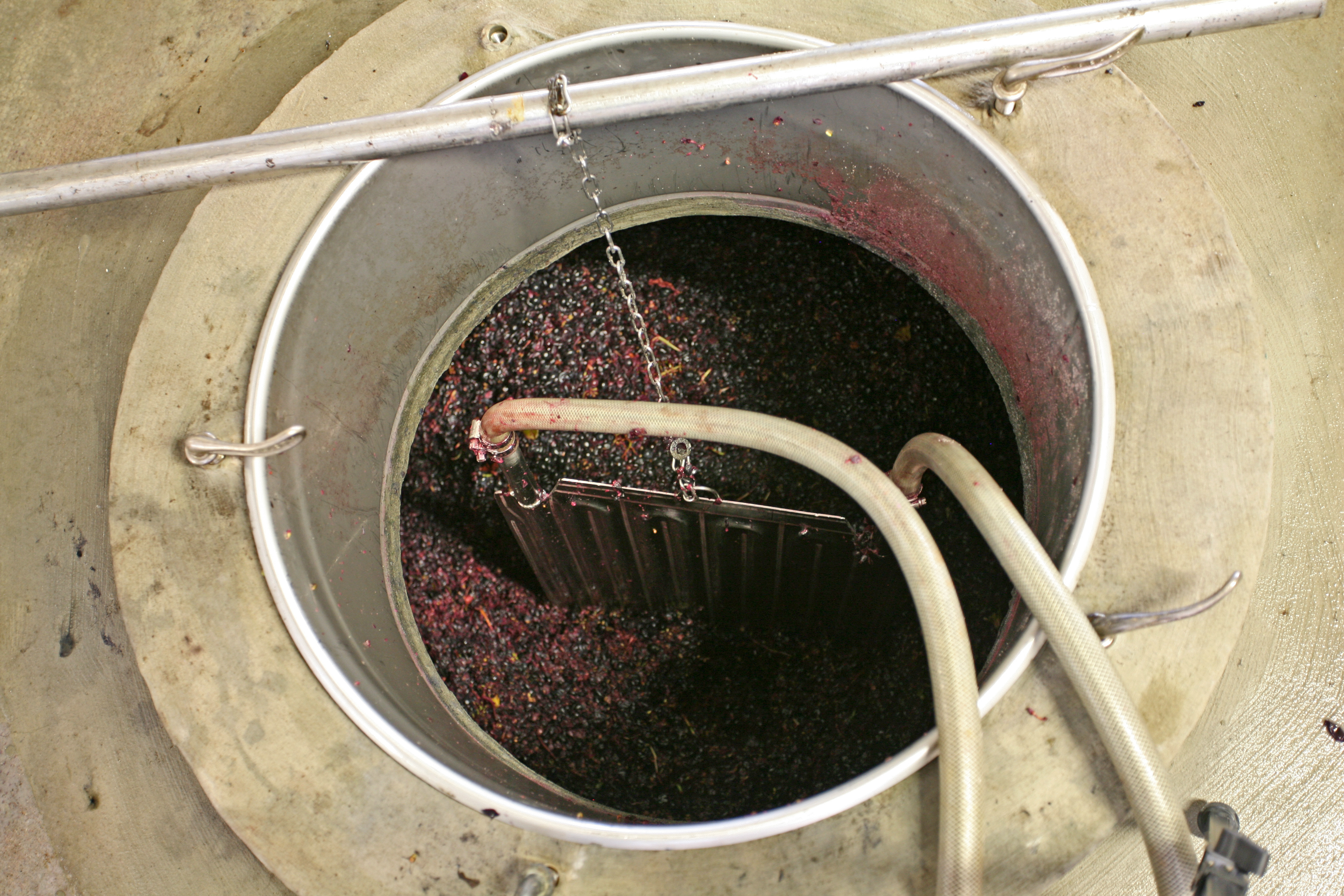
Moût de vendange rouge dont la fermentation est thermorégulée
(présence d'un drapeau réfrigérant permettant une macération à basse température)

La vinification des gris, gris de gris, rosés et blancs se fait après éraflage. Les grains sont aussitôt pressés et le jus est stocké en cuve pour être clarifié à froid, entre 8 et 10 °C. Il est alors mis à fermenter après levurage durant 15 à 21 jours à une température de 14 à 18 °C. Le maître de chais procède ensuite à une filtration avant l'élevage en cuve et l'assemblage des différentes cuvées. 
La vinification des rouges nécessite une macération des raisins, pulpe, pépins et pellicules afin de permettre l'extraction de la couleur, des arômes, des tanins spécifiques. Après éraflage des grappes, les raisins foulés sont mis en cuve pour la fermentation alcoolique qui se fait sous régulation thermique. Après celle-ci et la séparation du vin et du marc, ce dernier est décuvé pour être pressuré. Une partie des presses peut être réincorporer au vin. Cet assemblage va ensuite subir une seconde fermentation, dite fermentation malolactique. Elle est obligatoire dans le cahier des charges des vins IGP Sable-de-camargue. Les vins sont ensuite soutirés et filtrés avant d'être élevés en cuve ou en fûts.

### Structure des exploitations
Les exploitations sont extrêmement diversifiées. Elles vont des petits viticulteurs qui possèdent quelques rangées de vignes, en passant par des domaines familiaux, jusqu'à de très grandes exploitations. Parmi celles-ci, les vignobles des Grands Domaines du Littoral s'étendent sur 1 600 hectares et représentent environ 60 % des vignes de l'IGP. Son usine d’embouteillage traite 42 millions de bouteilles/an. La Maison Jeanjean, depuis 2006, a mis en place un partenariat avec huit vignerons pour gérer ensemble la marque Les Embruns, et produire des vins issus de l'agriculture biologique, dans ce qui est devenu le plus grand vignoble bio de France.

### Type de vins et gastronomie

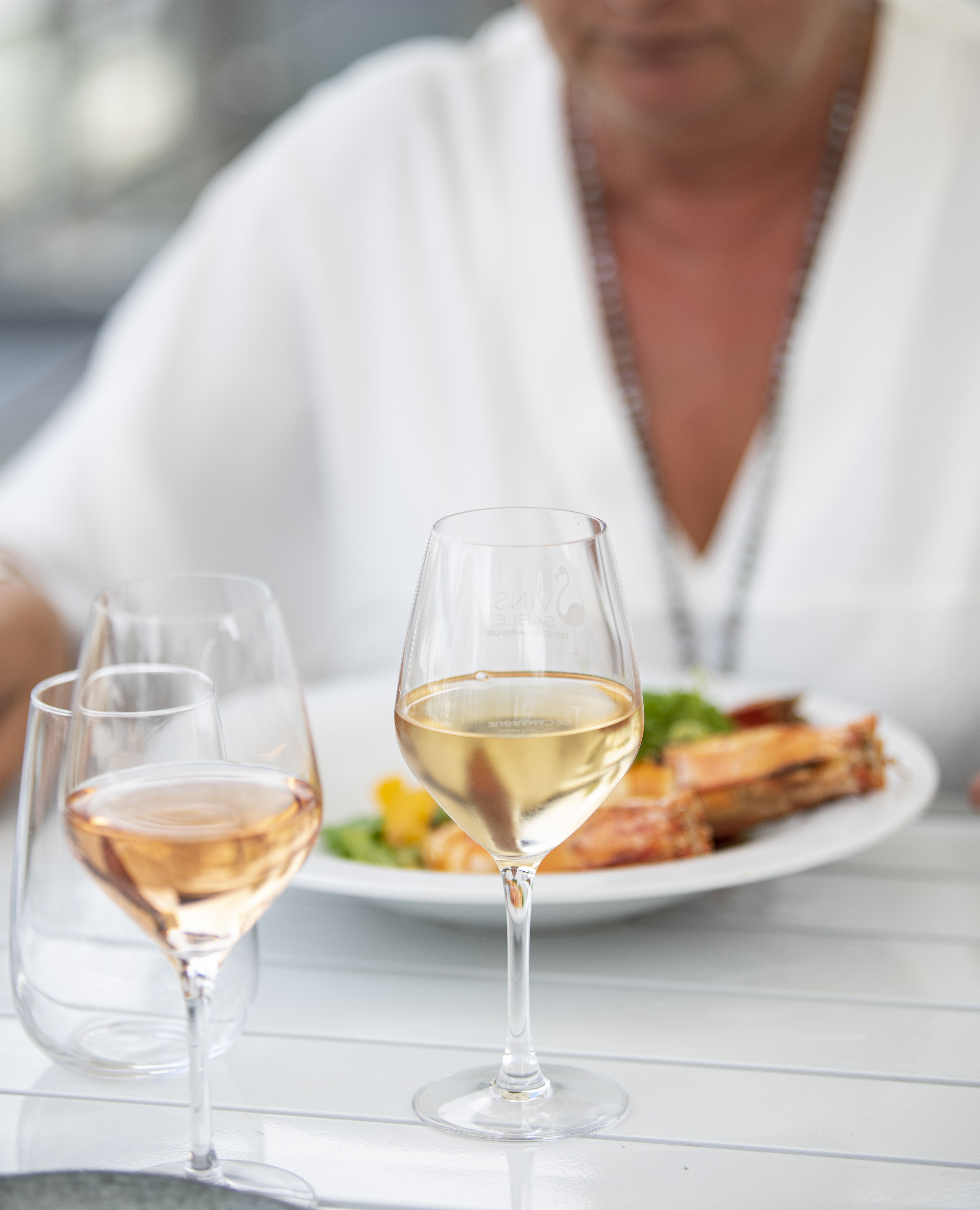
Dégustation de Vins Sable de Camargue et de produits régionaux.

Avec un sol constitué uniquement de sable, ces vins possèdent une grande richesse et une véritable singularité. De plus le climat, qui mêle les influences de la Méditerranée et des collines de l'arrière-pays, leur confère une originalité qui ne se retrouve nulle part ailleurs.
En mono-cépage, les vins produits sur ce terroir se distinguent par leur finesse, leur délicatesse et leur légèreté. L'assemblage des différents cépages leur procure plus de complexité. Les vins gris, gris de gris et rosés (94 %), se présentent dans une robe saumonée claire. Ils sont élégants et frais en bouche. Leurs arômes rappellent les senteurs des paysages camarguais. Les rouges (4 %), aux tanins très fins, sont gouleyants et aromatiques. Les blancs (2 %), tout en élégance, expriment les arômes de leurs cépages avec suavité.
La gamme des vins proposés se décline en cinq couleurs blanc, gris, gris de gris, rosé, rouge. Ils accompagnent parfaitement tous les mets de la cuisine camarguaise et de la cuisine languedocienne. De plus, ils peuvent entrer dans la composition d'un certain nombre de ces mets dont la soupe de poissons à la sétoise, la bourride à la sétoise, le catigot d'anguilles, l'agriade saint-gilloise, la gardianne ou la zézette de Sète